# Robert Kipkoech Cheruiyot
Pour les articles homonymes, voir Cheruiyot.
Robert Kipkoech Cheruiyot, né le 26 septembre 1978 dans le Nandi district au Kenya, est un athlète kényan spécialiste des courses de fond, quadruple vainqueur du Marathon de Boston en 2003, 2006, 2007 et 2008.

## Biographie
Après une enfance difficile au Kenya, il débarque en Italie en 2001. En 2002, il remporte une première victoire lors du marathon de Milan.
Puis, en 2003, il participe à l'un des plus grands marathons du monde, le marathon de Boston. Il remporte alors la victoire. Avec la prime de son succès, il achète une ferme qu'il confie à sa famille et décide de créer son propre groupe d'entraînement. Sans résultat, il retourne dans le groupe de Paul Tergat.
En 2006, il revient à Boston. Il s'y impose une deuxième fois, battant en 2 h 07 min 14 le record de l'épreuve. Puis, la même année, il remporte un autre grand marathon : le marathon de Chicago. Cette victoire a marqué les esprits: il chute sur la ligne d'arrivée, heurtant le sol avec l'arrière du crâne. Finalement déclaré vainqueur, il doit toutefois rester deux jours en observation à l'hôpital en raison d'une commotion cérébrale. 
Six mois plus tard, il remporte son troisième grand marathon consécutif en remportant pour la troisième fois le marathon de Boston. Cette course s'est déroulée sous des conditions météorologiques inadaptées à la pratique du marathon: pluie battante, rafales de vent atteignant 70 km/h ou plus. C'est ce qui explique son temps de 2 h 14 min 13, le plus mauvais temps depuis plus de 30 ans.

## Palmarès
- Marathon de Boston 2003, 2006, 2007, 2008
- Marathon de Chicago 2006
- Marathon de Milan 2002
- Corrida de la Saint-Sylvestre 2002, 2004, 2007
- 2e du Marathon de New York 2009